# Thee Oh Sees
Thee Oh Sees és un grup de música estatunidenc, representants de la part més inquieta i de l'indie estatunidenc. Poc després d'anunciar una parada a la seva carrera durant una actuació, ja estaven de tornada amb “Drop”, nou tret de punk àcid i rock de garatge psicodèlic. Un pas més o menys lògic per a una banda que en menys d'una dècada ha publicat més d'una dotzena de treballs, ha passat per segells com Tomblb, Captured Tracks i In The Red i, sempre liderats pel febril John Dwyer, ha dibuixat un camí paral·lel i lisèrgic a la carrera de Ty Segal.

## Discografia
Com OCS:
- 34 Reasons Why Life Goes On Without You / 18 Reasons To Love Your Hater To Death [aka 1], Tumult Records
- 2, 2004, Narnack Records
- 3 - Songs about Death and Dying / 4 - Get Stoved, 2005, Narnack Records

Com The OhSees:
- The Cool Death of Island Raiders [aka 5], 2006, Narnack Records
- Sucks Blood, 2007, Castle Face Records

Com Thee Oh Sees:
- The Master's Bedroom is Worth Spending a Night In, 2008, Castle Face Records / Tomlab Records
- Help, 2009, In The Red Records
- Warm Slime, 2010, A The Red Records
- Castlemania, 2011, A The Red Records
- Carrion Crawler/The Dream, 2011, A The Red Records
- Putrifiers II, 2012, A The Red Records
- Floating Coffin, 2013, Castle Face Records
- Drop, 2014, Castle Face Records
- Mutilator Defeated At Last, 2015, Castle Face Records
- A Weird Exits (2016)
- An Odd Entrances (2016)

Com Oh Sees
- Orc (2017)
- Smote Reverser (2018)
- Face Stabber (2019)

Com Osees 
- Protean Threat (2020)
- Metamorphosed (2020)
- A Foul Form (2022)